# 趙正平 (1947年)
趙正平（1947年10月—），山東平陰人，中共濟南市委副書記（2000年1月-？）。早年長期在山東平陰縣委工作。

## 生平
文革期間，1968年8月參加工作，歷任平陰縣玫瑰公社小學教員、城關公社聯中負責人。1973年5月加入中國共產黨。1975年12月後歷任中共平陰縣委組織部乾事，平陰縣欒灣公社黨委副書記、革委會副主任，共青團平陰縣委書記，平陰縣安城公社黨委副書記、革委會主任。1980年9月入學山東農業機械化學院，1982年9月畢業。其後歷任平陰縣洪範公社黨委書記，平陰縣副縣長，中共平陰縣委副書記、縣長。1987年2月後歷任章丘縣委副書記、縣長，章丘縣委書記。
1992年2月後任濟南市委常委、秘書長兼市委直屬機關工委書記。2000年1月任濟南市委副書記。